# Boisement humide de La Boisse
Le boisement humide de La Boisse est un site naturel protégé, classé ZNIEFF de type I, situé sur les communes de La Boisse et Beynost dans le département de l'Ain. Sa superficie est de 27,72 hectares. Elle est située sur le coteau de la Côtière à proximité des viaducs.

## Statut
Le site est classé zone naturelle d'intérêt écologique, faunistique et floristique de type I sous le numéro régional n°01160001.

## Description
La zone est située dans la plaine alluviale du Rhône et en l'occurrence dans celle du canal de Miribel. Deux espèces végétales remarquables sont représentées : le scutellaire à feuilles hastées et l'ail à tige anguleuse.